# 上田常光
上田 常光（うえだ つねあき、1914年11月25日 - 1995年3月1日）は、日本の外交官。位階は正三位。初代駐シンガポール特命全権大使や、外務省経済協力局長、駐ドイツ連邦共和国特命全権大使、日独協会会長などを歴任した。

## 人物・経歴
東京生まれ。1934年東京高等学校文科甲類卒業。1937年東京帝国大学法学部政治学科卒業。
1938年高等試験外交科合格、外務書記生、ドイツ在勤。1939年外交官補。
1951年外務省管理局在外邦人課長。同年外務省欧米局渡航課長。
1952年外務省アジア局第五課長。1957年在ドイツ日本国大使館参事官。1959年外務省情報文化局報道課長。
1961年外務省欧亜局外務参事官。1964年在シンガポール日本国総領事館総領事。1966年駐シンガポール特命全権大使。1968年外務省経済協力局長。
1973年駐スウェーデン特命全権大使。1974年兼駐アイスランド特命全権大使。1975年駐ドイツ連邦共和国特命全権大使。1976年大蔵省顧問。
1978年外務省顧問、ドイツ連邦共和国ヴァルター・シェール大統領夫妻首席接伴員。コメルツ銀行特別顧問、鹿島平和研究所常任顧問なども歴任し、1984年から87年まで日独協会会長。1985年勲二等旭日重光章受章。1995年叙正三位。